# Bayan Huxu
Bayan Huxu (kinesiska: 巴彦胡舒, 巴彦胡舒苏木) är en sum i Kina. Den ligger i den autonoma regionen Inre Mongoliet, i den norra delen av landet, omkring 660 kilometer nordost om regionhuvudstaden Hohhot. Antalet invånare är 6 958. Befolkningen består av 3 463 kvinnor och 3 495 män. Barn under 15 år utgör 15,0 %, vuxna 15-64 år 80 %, och äldre över 65 år 3,0 %.
Runt Bayan Huxu är det mycket glesbefolkat, med 3 invånare per kvadratkilometer. Trakten runt Bayan Huxu består i huvudsak av gräsmarker.
Genomsnittlig årsnederbörd är 554 millimeter. Den regnigaste månaden är juni, med i genomsnitt 155 mm nederbörd, och den torraste är januari, med 4 mm nederbörd.